# Kronoutskylder
Kronoutskylder eller Kronoskatt är ett historiskt namn på de skatter och avgifter som erläggs till staten, "kronan". 
Tjänsteman med uppgift att handha uppbörden av kronoutskylder kallades i vissa städer kronokassör.